# 湘南县
湘南县，秦朝到南齐的县名，在今湖南省湘潭市西涟水北岸。
湘南县是秦朝设置，属长沙郡。相当于今湘潭市、衡山县、衡南县、湘乡市等县。西汉时属于长沙国，东汉时属于长沙郡。孙吴、西晋、东晋是衡阳郡的治所。刘宋时属于衡阳郡，南齐时，废湘南县，省入湘西县。